# Dolný Kalník
Dolný Kalník este o comună slovacă, aflată în districtul Martin din regiunea Žilina. Localitatea se află la altitudinea de 433 m deasupra n.m., se întinde pe o suprafață de 1,33 km2 și în 2017 număra 259 de locuitori.

## Istoric
Localitatea Dolný Kalník este atestată documentar din 1355.

## Demografie
| An:                | 1994 | 2004   | 2014     | 2024     |
| ------------------ | ---- | ------ | -------- | -------- |
| Număr de persoane: | 46   | 42     | 179      | 367      |
| Diferență:         |      | −8,69% | +326,19% | +105,02% |

| An:                | 2023 | 2024   |
| ------------------ | ---- | ------ |
| Număr de persoane: | 366  | 367    |
| Diferență:         |      | +0,27% |